# Haminoea
Haminoea is een geslacht van weekdieren uit de klasse van de Gastropoda (slakken).

## Soorten
- Haminoea alfredensis (Bartsch, 1915)
- Haminoea angelensis Baker & Hanna, 1927
- Haminoea antillarum (d'Orbigny, 1841)
- Haminoea binotata Pilsbry, 1895
- Haminoea crocata Pease, 1860
- Haminoea cyanocaudata Heller & Thompson, 1983
- Haminoea cyanomarginata Heller & Thompson, 1983
- Haminoea cymbalum (Quoy & Gaimard, 1832)
- Haminoea elegans (Gray, 1825)
- Haminoea exigua Schaefer, 1992
- Haminoea flavescens (A. Adams, 1850)
- Haminoea fusari (Alvarez, Garcia & Villani, 1983)
- Haminoea fusca (Pease, 1863)
- Haminoea galba Pease, 1861
- Haminoea glabra (A. Adams, 1850)
- Haminoea gracilis (Sowerby III, 1897)
- Haminoea hydatis (Linnaeus, 1758)
- Haminoea japonica Pilsbry, 1895
- Haminoea linda Er. Marcus & J. B. Burch, 1965
- Haminoea margaritoides (Kuroda & Habe, 1971)
- Haminoea maugeansis Burn, 1966
- Haminoea musetta Er. Marcus & J. B. Burch, 1965
- Haminoea navicula (da Costa, 1778)
- Haminoea nigropunctata Pease, 1868
- Haminoea orbignyana (Férussac, 1822)
- Haminoea orteai Talavera, Murillo & Templado, 1987
- Haminoea ovalis Pease, 1868
- Haminoea petersi (Martens, 1879)
- Haminoea petitii (d'Orbigny, 1841)
- Haminoea solitaria (Say, 1822)
- Haminoea succinea (Conrad, 1846)
- Haminoea templadoi Garcia, Perez-Hurtado & Garcia-Gomez, 1991
- Haminoea tenella (A. Adams in Sowerby, 1850)
- Haminoea tenera (A. Adams, 1850)
- Haminoea vesicula (Gould, 1855)
- Haminoea virescens (Sowerby II, 1833)
- Haminoea yamagutii (Habe, 1952)
- Haminoea zelandiae (Gray, 1843)